# Brit Stakston
Brit Solveig Stakston, född 21 december 1961 i Graz i Österrike, är en svensk-norsk författare, föreläsare och mediestrateg. Hon driver sedan 2014 den egna byrån Stakston PR och även är VD för utrikesreportagesajten Blankspot.

## Biografi
Åren 1997–2003 var Stakston chef för Centrum för Internationellt Ungdomsutbyte och 2007–2014 arbetade hon på JMW Kommunikation, där hon även var delägare 2011–2014. 2014 lämnade Stakston JMW Kommunikation för att det starta egna företaget Stakston PR och var även med och grundade Blank Spot Project tillsammans med Martin Schibbye 2015.
Stakston var nominerad till veckans mediemakthavare under Almedalsveckan 2009 och 2010. Åren 2010 och 2011 var hon utsedd till en av Sveriges 50 mäktigaste it-kvinnor. Hon utsågs till en av de fem mest digitalt inflytelserika PR-konsulterna på Spinngalan 2012 och har även utsetts till en av Sveriges 300 mest inflytelserika twittrare av Medieakademin 2013. År 2012 tilldelades hon priset Cision PR Influencer Award  och erhöll året därefter andraplatsen av samma utmärkelse. Stakston utsågs till en av näringslivets 150 superkommunikatörer (plats 48) av tidningen Resumé i januari 2013 och har sedan dess varit kvar på listan. Veckans Affärer utsåg Brit Stakston till en av de viktigaste opinionsbildarna (plats 9 av 15) hösten 2013 beräknat på genomslag och antalet omnämnanden i näringslivspress vägt mot potential att förändra och påverka. 2015 nominerades Stakston till Stora journalistpriset tillsammans med Martin Schibbye och Nils Resare för Blank Spot Project. Arbetet med Blank Spot Project nominerades även till kategorierna bästa PR-kampanj och årets konsumenkampanj i pr-branschens kommunikationstävling Spinn samt vann EU Excellence Award i kategorin webb 2015.
Åren 2010 och 2016 satt Stakston med i juryn för Guldäggets PR-kategori. Stakston är sedan 2011 medlem i Digitaliseringsrådet.
Stakston deltog i förarbetena till den nationella biblioteksstrategin med kapitlet "Från sagor till cyberpunk".

## Priser och utmärkelser
- 2016 – Eldh-Ekblads fredspris (Blank Spot Project)[19]
- 2022 – Stora journalistpriset (Årets förnyare, tillsammans med Martin Schibbye och Patrik Arnesson för Cards of Qutar på Blank Spot Project)